# Ваенга
Ваенга (на руски: Ваеньга) е река в Архангелска област в Русия, десен приток на Северна Двина. Дължина 218 km. Площ на водосборния басейн 3370 km².
Река Ваенга води началото си на 201 m н.в., в междуречието на реките Северна Двина и десният ѝ приток Пинега, в централната част на Архангелска област. По цялото си протежение тече през гористи, заблатени и безлюдни (с изключение на долното си течение) райони. Влива се отдясно река Северна Двина, при нейния 334 km, на 9 m н.в., при село Уст Ваенга. Основни притоци: леви – Нондрус (103 km); десни – Югна (83 km). Има смесено подхранване с преобладаване на снежното. Среден годишен отток при село Филимоновская 30,4 m³/s, с ясно изразено пълноводие от края на април до средата на юни. Заледява се в края на октомври или ноември, а се размразява в края на април. В долното ѝ течение да разположени 6 малки села.